# Isotopes du protactinium
Le protactinium (Pa, numéro atomique 91), comme tous les éléments de numéro atomique supérieur à celui du plomb, ne possède aucun isotope stable. Cependant, il possède trois isotopes présents dans la nature, ce qui permet de lui attribuer une masse atomique standard, 231,03588(2) u.
Le protactinium possède 29 radioisotopes caractérisés, le plus stable étant 231Pa avec une demi-vie de 32 760 ans, suivi de 233Pa (26,967 jours) et de 230Pa (17,4 jours). Tous les autres isotopes ont une demi-vie inférieure à 1,6 jour et la plupart d'entre eux inférieure à 1,8 seconde. Le protactinium possède également trois isomères nucléaires, 217mPa (t½ 1,15 milliseconde), 229mPa (t½ 420 nanosecondes) et 234mPa (t½ 1,17 minute).
Les trois isotopes présents dans la nature sont 231Pa, produit de désintégration intermédiaire de l'uranium 235, 234Pa et234mPa, tous deux produits de désintégration intermédiaires de l'uranium 238. 231Pa constitue la quasi-totalité du protactinium présent dans la nature, ce qui en fait un élément mononucléidique.
Le principal mode de désintégration des isotopes plus légers que l'isotope le plus stable, 231Pa (lui-même inclus dans le lot), est la désintégration α en isotopes de l'actinium, à l'exception des isotopes allant de 228Pa à 230Pa, qui subissent eux principalement une désintégration β+ ou une capture électronique (229Pa)  pour donner des isotopes du thorium. Les isotopes les plus lourds se désintègrent eux par désintégration β− en isotopes de l'uranium.

## Isotopes notables

### Protactinium 230
Le protactinium 230 (230Pa) a un noyau constitué 91 protons et de 139 neutrons et a une demi-vie de 17,4 jours. Outre une désintégration β+ en thorium 230, il peut subir une désintégration β− en uranium 230. On ne le rencontre pas dans la nature à cause de sa demi-vie trop courte et parce qu'il ne fait pas partie des principales chaînes de désintégration, celles de 235U, 238U, ou 232Th. Sa masse molaire est de 230,034 541 g·mol-1.

### Protactinium 231
Le protactinium 231 (231Pa) est l'isotope du protactinium avec la durée de vie la plus longue, avec une demi-vie de 32 760 ans. Son noyau est constitué de 91 protons et de 140 neutrons. Il est présent dans la nature sous forme de traces, appartenant à la famille 4n + 3 de l'uranium 235. La concentration à l'équilibre dans le minerai d'uranium est de 46,55 231Pa par million d'235U.
Dans les réacteurs nucléaires, c'est l'un des actinides radioactifs à longue vie produits lors du cycle du thorium, résultant des réactions (n,2n) où un neutron rapide retire un neutron au 232Th ou à l'232U ou peut aussi être détruit par capture neutronique, bien que la section efficace pour cette réaction soit faible.
- énergie de liaison : 1759860 keV
- énergie de désintégration β : -382 keV
- spin : 3/2-
- mode de désintégration : α en 227Ac, principalement
- possibles isotopes-parents : 231Th par désintégration β, 231U par capture électronique, 235Np par désintégration α.

Il était historiquement appelé proto-actinium.

### Protactinium 233
Le protactinium 233 (233Pa) a un noyau constitué 91 protons et de 142 neutrons et a une demi-vie de 27 jours. Il fait aussi partie du cycle du thorium. C'est un produit de désintégration du thorium 233 (produit naturellement par capture neutronique à partir du thorium 232) et parent de l'uranium 233 (le combustible fissile du cycle du thorium). Certains réacteurs pour cycle du thorium sont étudiés pour essayer de protéger le 233Pa en l'empêchant de subir une autre capture neutronique qui le transformerait en 234Pa et en 234U qui n'ont aucun intérêt en tant que combustible.

## Table des isotopes
| Symbole de l'isotope | Z (p)                | N (n)                | masse isotopique     | Demi-vie                 | mode(s) de désintégration, | Isotope(s)-fils | Spin nucléaire |
| Symbole de l'isotope | Énergie d'excitation | Énergie d'excitation | Énergie d'excitation | Demi-vie                 | mode(s) de désintégration, | Isotope(s)-fils | Spin nucléaire |
| -------------------- | -------------------- | -------------------- | -------------------- | ------------------------ | -------------------------- | --------------- | -------------- |
| 212Pa                | 91                   | 121                  | 212,02320(8)         | 8(5) ms [5,1(+61-19) ms] |                            |                 | 7+#            |
| 213Pa                | 91                   | 122                  | 213,02111(8)         | 7(3) ms [5,3(+40-16) ms] | α                          | 209Ac           | 9/2-#          |
| 214Pa                | 91                   | 123                  | 214,02092(8)         | 17(3) ms                 | α                          | 210Ac           |                |
| 215Pa                | 91                   | 124                  | 215,01919(9)         | 14(2) ms                 | α                          | 211Ac           | 9/2-#          |
| 216Pa                | 91                   | 125                  | 216,01911(8)         | 105(12) ms               | α (80 %)                   | 212Ac           |                |
| 216Pa                | 91                   | 125                  | 216,01911(8)         | 105(12) ms               | β+ (20 %)                  | 216Th           |                |
| 217Pa                | 91                   | 126                  | 217,01832(6)         | 3,48(9) ms               | α                          | 213Ac           | 9/2-#          |
| 217mPa               | 1860(7) keV          | 1860(7) keV          | 1860(7) keV          | 1,08(3) ms               | α                          | 213Ac           | 29/2+#         |
| 217mPa               | 1860(7) keV          | 1860(7) keV          | 1860(7) keV          | 1,08(3) ms               | TI (rare)                  | 217Pa           | 29/2+#         |
| 218Pa                | 91                   | 127                  | 218,020042(26)       | 0,113(1) ms              | α                          | 214Ac           |                |
| 219Pa                | 91                   | 128                  | 219,01988(6)         | 53(10) ns                | α                          | 215Ac           | 9/2-           |
| 219Pa                | 91                   | 128                  | 219,01988(6)         | 53(10) ns                | β+ (5×10−9 %)              | 219Th           | 9/2-           |
| 220Pa                | 91                   | 129                  | 220,02188(6)         | 780(160) ns              | α                          | 216Ac           | 1-#            |
| 221Pa                | 91                   | 130                  | 221,02188(6)         | 4,9(8) µs                | α                          | 217Ac           | 9/2-           |
| 222Pa                | 91                   | 131                  | 222,02374(8)#        | 3,2(3) ms                | α                          | 218Ac           |                |
| 223Pa                | 91                   | 132                  | 223,02396(8)         | 5,1(6) ms                | α                          | 219Ac           |                |
| 223Pa                | 91                   | 132                  | 223,02396(8)         | 5,1(6) ms                | β+ (0,001 %)               | 223Th           |                |
| 224Pa                | 91                   | 133                  | 224,025626(17)       | 844(19) ms               | α (99,9 %)                 | 220Ac           | 5-#            |
| 224Pa                | 91                   | 133                  | 224,025626(17)       | 844(19) ms               | β+ (0,1 %)                 | 224Th           | 5-#            |
| 225Pa                | 91                   | 134                  | 225,02613(8)         | 1,7(2) s                 | α                          | 221Ac           | 5/2-#          |
| 226Pa                | 91                   | 135                  | 226,027948(12)       | 1,8(2) min               | α (74 %)                   | 222Ac           |                |
| 226Pa                | 91                   | 135                  | 226,027948(12)       | 1,8(2) min               | β+ (26 %)                  | 226Th           |                |
| 227Pa                | 91                   | 136                  | 227,028805(8)        | 38,3(3) min              | α (85 %)                   | 223Ac           | (5/2-)         |
| 227Pa                | 91                   | 136                  | 227,028805(8)        | 38,3(3) min              | CE (15 %)                  | 227Th           | (5/2-)         |
| 228Pa                | 91                   | 137                  | 228,031051(5)        | 22(1) h                  | β+ (98,15 %)               | 228Th           | 3+             |
| 228Pa                | 91                   | 137                  | 228,031051(5)        | 22(1) h                  | α (1,85 %)                 | 224Ac           | 3+             |
| 229Pa                | 91                   | 138                  | 229,0320968(30)      | 1,50(5) j                | CE (99,52 %)               | 229Th           | (5/2+)         |
| 229Pa                | 91                   | 138                  | 229,0320968(30)      | 1,50(5) j                | α (0,48 %)                 | 225Ac           | (5/2+)         |
| 229mPa               | 11,6(3) keV          | 11,6(3) keV          | 11,6(3) keV          | 420(30) ns               |                            |                 | 3/2-           |
| 230Pa                | 91                   | 139                  | 230,034541(4)        | 17,4(5) j                | β+ (91,6 %)                | 230Th           | (2-)           |
| 230Pa                | 91                   | 139                  | 230,034541(4)        | 17,4(5) j                | β− (8,4 %)                 | 230U            | (2-)           |
| 230Pa                | 91                   | 139                  | 230,034541(4)        | 17,4(5) j                | α (0,00319 %)              | 226Ac           | (2-)           |
| 231Pa                | 91                   | 140                  | 231,0358840(24)      | 3,276(11)×104 a          | α                          | 227Ac           | 3/2-           |
| 231Pa                | 91                   | 140                  | 231,0358840(24)      | 3,276(11)×104 a          | DC (1,34×10−9 %)           | 207Tl 24Ne      | 3/2-           |
| 231Pa                | 91                   | 140                  | 231,0358840(24)      | 3,276(11)×104 a          | FS (3×10−10 %)             | (divers)        | 3/2-           |
| 231Pa                | 91                   | 140                  | 231,0358840(24)      | 3,276(11)×104 a          | DC (10−12 %)               | 208Pb 23F       | 3/2-           |
| 232Pa                | 91                   | 141                  | 232,038592(8)        | 1,31(2) j                | β−                         | 232U            | (2-)           |
| 232Pa                | 91                   | 141                  | 232,038592(8)        | 1,31(2) j                | CE(0,003 %)                | 232Th           | (2-)           |
| 233Pa                | 91                   | 142                  | 233,0402473(23)      | 26,975(13) j             | β−                         | 233U            | 3/2-           |
| 234Pa                | 91                   | 143                  | 234,043308(5)        | 6,70(5) h                | β−                         | 234U            | 4+             |
| 234Pa                | 91                   | 143                  | 234,043308(5)        | 6,70(5) h                | FS (3×10−10 %)             | (divers)        | 4+             |
| 234mPa               | 78(3) keV            | 78(3) keV            | 78(3) keV            | 1,17(3) min              | β− (99,83 %)               | 234U            | (0-)           |
| 234mPa               | 78(3) keV            | 78(3) keV            | 78(3) keV            | 1,17(3) min              | TI (0,16 %)                | 234Pa           | (0-)           |
| 234mPa               | 78(3) keV            | 78(3) keV            | 78(3) keV            | 1,17(3) min              | FS (10−10 %)               | (divers)        | (0-)           |
| 235Pa                | 91                   | 144                  | 235,04544(5)         | 24,44(11) min            | β−                         | 235mU           | (3/2-)         |
| 236Pa                | 91                   | 145                  | 236,04868(21)        | 9,1(1) min               | β−                         | 236U            | 1(-)           |
| 236Pa                | 91                   | 145                  | 236,04868(21)        | 9,1(1) min               | β−, FS (6×10−8 %)          | (divers)        | 1(-)           |
| 237Pa                | 91                   | 146                  | 237,05115(11)        | 8,7(2) min               | β−                         | 237U            | (1/2+)         |
| 238Pa                | 91                   | 147                  | 238,05450(6)         | 2,27(9) min              | β−                         | 238U            | (3-)#          |
| 238Pa                | 91                   | 147                  | 238,05450(6)         | 2,27(9) min              | β−, FS (2,6×10−6 %)        | (divers)        | (3-)#          |
| 239Pa                | 91                   | 148                  | 239,05726(21)#       | 1,8(5) h                 | β−                         | 239U            | (3/2)(-#)      |
| 240Pa                | 91                   | 149                  | 240,06098(32)#       | 2# min                   | β−                         | 240U            |                |

1. ↑  Abréviations :
DC : désintégration par émission de cluster ;
CE : capture électronique ;
TI : transition isomérique ;
FS : fission spontanée.
2. ↑  Isotopes stables en gras.
3. ↑  Produit de désintégration intermédiaire de l'uranium 235.
4. 1 2  Produit de désintégration intermédiaire de l'uranium 238.

### Remarques
- Les valeurs marquées # ne sont pas purement dérivées des données expérimentales, mais aussi au moins en partie à partir des tendances systématiques. Les spins avec des arguments d'affectation faibles sont entre parenthèses.
- Les incertitudes sont données de façon concise entre parenthèses après la décimale correspondante. Les valeurs d'incertitude dénotent un écart-type, à l'exception de la composition isotopique et de la masse atomique standard de l'IUPAC qui utilisent des incertitudes élargies.